# Rhynchospora aripoensis
Rhynchospora aripoensis är en halvgräsart som beskrevs av Nathaniel Lord Britton. Rhynchospora aripoensis ingår i släktet småag, och familjen halvgräs. Inga underarter finns listade i Catalogue of Life.